# سلی
سلیمان واثقی (زادهٔ ۵ بهمن ۱۳۲۴) با نام هنری سُلی، خواننده، آهنگساز و ترانه‌سرای ایرانی مقیم تورنتو است. او همچنین در طول فعالیت هنری خود برای بسیاری از خوانندگان پاپ ایران، آهنگ‌‌های موفق و مشهوری چون «ما به هم نمی‌رسیم» برای گوگوش، «گرگ و بره» برای شهرام شب‌پره، «شب زخمی» برای ابی، «اینو از تو یاد گرفتم» برای لیلا فروهر ساخته‌است. او در سال ۱۳۵۶ در سازمان ملی شیر و خورشید به‌عنوان رئیس قسمت سمعی و بصری سازمان انتخاب شد، اما با وقوع انقلاب ۱۳۵۷ از این سمت برکنار شد.
وی در سال ۱۳۴۹، ترانهٔ «حمدی فیل» را با شعر و ملودی افغانی و با تنظیم منصور ایران‌نژاد بر روی صفحهٔ ۴۵دور منتشر کرد که با موفقیت بسیاری همراه شد و سپس توسط شوی «میخک نقره‌ای» با اجرای فریدون فرخزاد در کنار دیگر خوانندگان مطرحی چون مرتضی، نلی، شهره و… به مردم معرفی شد. وی پس از وقفهٔ طولانی مدت در فعالیت‌ خود، در سال ۱۳۶۵ به فلورانس مهاجرت کرد و پس از مدتی اقامت، مقصدش را به تورنتو تغییر داد.

## زندگی
سلیمان واثقی در ۵ بهمن ۱۳۲۴ در خانواده‌ای مذهبی-عرفانی متولد شد. در دانشگاه تهران در رشته علوم اجتماعی تحصیل کرد و در سال ۱۳۴۹ در همین رشته دانش‌آموخته شد.
سلی خواندن را با قرآن‌خوانی آغاز کرد و پس از شرکت در برنامه‌های موسیقی و تئاتر دانشگاه در دورهٔ دانشجویی، به صحنهٔ موسیقی وارد شد.
وی خوانندگی حرفه‌ای را با حضور در اردوهای دانشجویی در اواخر دهه ۴۰ شروع کرد. در همان سال‌ها شاهرخ نادری، تهیه‌کنندهٔ برنامه رادیویی صبح جمعه با رادیو، صدای او را پسندید و او را با اسفندیار منفردزاده در ارکستر دانشجویان آشنا کرد.  در سال ۱۳۵۰، دو ترانهٔ «حمدی فیل» و «در اومدی ز خونه» را اجرا و بر روی صفحهٔ ۴۵دور ضبط کرد که پس از انتشار این صفحه شهرت یافت.
سلی در اپرای فتح بابل به رهبری ارکستر اسفندیار منفردزاده در نقش کاهن بزرگ اجرا داشت. اجرای ترانهٔ «حمدی فیل» در دوران دانشجویی در کاخ جوانان باعث شهرت او شد. ترانهٔ «در اومدی ز خونه» اثر دوم او بود که آن‌ها را در برنامه فریدون فرخزاد (میخک نقره‌ای) اجرا کرد.
وی پس از آن در گروه کر اپرای تالار رودکی استخدام شد و تحصیلات علمی موسیقی را آنجا آغاز کرد و ادامه داد. سلفژ (نت‌خوانی) را نیز آموخت و ۸ سال تعلیم آواز کلاسیک دید.
سلی طی سال‌های ۱۳۵۱ تا ۱۳۵۷، با اجرای حدود پانزده تک ترانه پیش از پیش مشهور شد و تا سال ۱۳۶۴ که از ایران مهاجرت کرد، مشغول تهیهٔ دو آلبوم «آب» و «واقعه» شد.

## پس از انقلاب و مهاجرت
سلی در سال ۱۳۵۵ با گیتی امامی ازدواج کرد و در سال ۱۳۶۵ به ایتالیا مهاجرت کرد. در اواخر سال ۱۳۶۶، به‌همراه خانواده به کانادا مهاجرت کرد و در همان سال، نشریهٔ «سایبان» را به‌همراهی دوستانش در تورنتو تأسیس کردند که حدود ۴ سال دوام داشت.
وی در سال‌های ۱۳۶۷ - ۱۳۷۷، سازهای سنتی مانند تنبور، طبلا و دف را آموزش دید و در سال ۱۳۶۷، اولین آلبوم خود با نام «آب» را بر پایهٔ سروده‌های حافظ، مولانا و سهراب سپهری (با تنظیم کامران خاشع) را در فلورانس ضبط کرد که همزمان در آمریکا و کانادا منتشر شد.
سلی از اوایل دههٔ ۱۳۷۰، دوباره به سکوت طولانی خود بازگشت به‌طوری‌که عملاً کار موسیقی را رها کرد تا اینکه در سال ۱۳۷۷، آلبوم «چرخ» را با همکاری جمشید باستانی در کانادا اجرا و منتشر کرد. سلی در سال ۱۳۸۱ به «گروه لیان» پیوست و فعالیتش را در زمینهٔ موسیقی کلاسیک ایرانی ادامه داد. آلبوم‌های «آب»، «واقعه»، «چرخ»، «رنگین کمان» و «خاک حیران» از آثار او در این دوره است.
از آنجا که فعالیت موسیقایی سلی در دهه ۱۳۸۰ به ساخت آهنگ روی اشعار کلاسیک عرفانی خلاصه شده‌بود، وی پس از حدود ۲۰ سال فعالیت در خارج از کشور، در سال ۱۳۸۵ به ایران سفر کرد و سعی داشت موسیقی تازهٔ خود را در داخل ایران با مجوز وزارت ارشاد ایران منتشر کند که به نتیجه نرسید.
در سال ۱۳۹۰ سلی به‌همراه دریا دادور و ارکستر سمفونیک بلژیک در برنامه‌ای با تنظیم پرواز همای در لندن به روی صحنه رفت.
سلی به‌عنوان هنرمندی از جوامع قومی کانادا، مورد تشویق دیوید اونلی فرماندار ایالت انتاریو کانادا قرار گرفت و لوح تقدیر و نشان دریافت کرد.

## آلبوم‌ها

### حمدی فیل[۴]
- اولین مجموعهٔ گردآوری شده از آثار پیش از انقلاب سلی که در سال ۱۳۸۴ (۲۰۰۵) توسط شرکت ترانه بازنشر شد.

| نام ترانه                       | ترانه‌سرا     | آهنگ‌ساز      | تنظیم‌‌کننده      | سال انتشار |
| ------------------------------- | ------------ | ------------ | --------------- | ---------- |
| زندگی دوباره                    |              | محمد شمس     |                 |            |
| مستم (غم کهنه)                  |              | سلی          | منوچهر چشم‌آذر   |            |
| خورشید هفت آسمون                | مسعود هوشمند | پرویز اتابکی | واروژان         | ۱۳۵۱       |
| حمدی فیل                        | محلی افغانی  | محلی افغانی  | منصور ایران‌نژاد | ۱۳۵۰       |
| اشارت‌های دل                     | محمد مالمیر  | پرویز اتابکی | واروژان         | ۱۳۵۱       |
| صدف                             | مسعود هوشمند | پرویز اتابکی | واروژان         |            |
| حال که دیوانه شدم               | محلی افغانی  | جلیل زلاند   | اریک آرکانت     | ۱۳۵۶       |
| الحمدالله                       | حافظ         | سلی          | اریک آرکانت     | ۱۳۵۴       |
| آفتاب چیه                       | محمد مالمیر  | پرویز اتابکی | واروژان         | ۱۳۵۱       |
| خدا می‌داند (به‌همراهی ابی و نلی) | شمس مشرقی    | سلی          | اریک آرکانت     | ۱۳۵۶       |

### نگار[۶]
- دومین مجموعهٔ گردآوری شده از آثار پیش از انقلاب سلی که در سال ۱۳۸۴ (۲۰۰۵) توسط شرکت ترانه بازنشر شد.

| نام ترانه                   | ترانه‌سرا      | آهنگ‌ساز         | تنظیم‌کننده      | سال انتشار |
| --------------------------- | ------------- | --------------- | --------------- | ---------- |
| نگار                        | محلی افغانی   | محلی افغانی     | کوروش یغمایی    | ۱۳۵۳       |
| بهت نگفتم                   | محمد مالمیر   | پرویز اتابکی    | واروژان         | ۱۳۵۱       |
| شادی                        | محمود اختیار  | لقمان ادهمی     | اریک آرکانت     | ۱۳۵۶       |
| گل سیب                      | محلی افغانی   | سلی             | اریک آرکانت     | ۱۳۵۶       |
| ستاره                       | منصور تهرانی  | سیاوش قمیشی     | اریک آرکانت     | ۱۳۵۶       |
| بانوی شهر آواز              | اردلان سرفراز | سلی             | اریک آرکانت     | ۱۳۵۵       |
| نسیم یار                    | حافظ          | سلی             | اریک آرکانت     | ۱۳۵۶       |
| در ستایش آمدن               | عباس صفاری    | پرویز اتابکی    | بیژن قادری      | ۱۳۵۴       |
| در اومدی ز خونه             | سلی           | منصور ایران‌نژاد | منصور ایران‌نژاد | ۱۳۵۰       |
| تصویر یک فصل (به‌همراهی نلی) | علی کامرانی   | پرویز اتابکی    | ناصر چشم‌آذر     | ۱۳۵۶       |

### واقعه (۱۹۸۱/۱۳۶۰)[۸]
- اولین آلبوم مستقل سلی که با تنظیم کامران خاشع ضبط و منتشر شد.

| نام ترانه       | ترانه‌سرا | آهنگ‌ساز | تنظیم‌کننده  |
| --------------- | -------- | ------- | ----------- |
| دل من           |          | سلی     | کامران خاشع |
| مرا دیوانه کردی |          | سلی     | کامران خاشع |
| خدایا چه کنم    |          | سلی     | کامران خاشع |
| آزارم مده       |          | سلی     | کامران خاشع |
| ناسازگاری       |          | سلی     | کامران خاشع |
| واقعه           |          | سلی     | کامران خاشع |

### آب (۱۹۸۷/۱۳۶۶)
- دومین آلبوم مستقل سلی پس از انقلاب که در فلورانس، ایتالیا ضبط شد.

| نام ترانه                    | ترانه‌سرا      | آهنگ‌ساز | تنظیم‌کننده  |
| ---------------------------- | ------------- | ------- | ----------- |
| مست و دیوانه                 | مولوی         | سلی     | کامران خاشع |
| سزاوار                       | رودکی و مولوی | سلی     | کامران خاشع |
| واحه‌ای در لحظه (پشت هیچستان) | سهراب سپهری   | سلی     | کامران خاشع |
| چل سال پیش رفت               | حافظ          | سلی     | کامران خاشع |
| بشنو از نی                   | مولوی         | سلی     | کامران خاشع |
| آب                           | سهراب سپهری   | سلی     | کامران خاشع |
| محراب                        | سهراب سپهری   | سلی     | کامران خاشع |

## تک‌آهنگ‌ها
| نام ترانه                                                | ترانه‌سرا    | آهنگ‌ساز      | تنظیم‌کننده    |
| -------------------------------------------------------- | ----------- | ------------ | ------------- |
| کاشکی (بگو خجالت نداره)                                  | سلی         | پرویز اتابکی | واروژان       |
| دیوار شکسته                                              | سلی         | سلی          | اریک آرکانت   |
| شرقی                                                     | سلی         | سلی          | اریک آرکانت   |
| دعا                                                      | سعدی        | سلی          | منوچهر چشم‌آذر |
| سمنو (باهمراهی عارف، بتی، نلی، نسرین و فرامرز پارسی)     | تورج نگهبان | ناصر چشم‌آذر  | ناصر چشم‌آذر   |
| ای انسان (باهمراهی عارف، بتی، نلی، نسرین و فرامرز پارسی) | تورج نگهبان | ناصر چشم‌آذر  | ناصر چشم‌آذر   |
| حاجی فیروز (باهمراهی عارف و فرامرز پارسی)                | بیژن سمندر  | ناصر چشم آذر | ناصر چشم آذر  |

## آهنگسازی برای دیگران
| خواننده            | نام ترانه            | ترانه‌سرا      | آهنگ‌ساز | تنظیم‌کننده      |
| ------------------ | -------------------- | ------------- | ------- | --------------- |
| ابی                | شب زخمی              | منصور تهرانی  | سلی     | اریک ارکانت     |
| ابی (با سلی و نلی) | خدا می‌داند           | شمس مشرقی     | سلی     | اریک ارکانت     |
| شهرام شب‌پره        | گرگ و بره            | شهرام شب‌پره   | سلی     | اریک آرکانت     |
| لیلا فروهر         | اینو از تو یاد گرفتم | مسعود فردمنش  | سلی     | اریک ارکانت     |
| گوگوش              | ما به هم نمی‌رسیم     | مسعود فردمنش  | سلی     | اریک ارکانت     |
| ستار               | پیله                 | کوروش انگالی  | سلی     | منوچهر چشم‌آذر   |
| شاهرخ              | همهٔ عشق              | کوروش انگالی  | سلی     | کاظم عالمی      |
| مارتیک             | دردانه               | زویا زاکاریان | سلی     | آرتور گریگوریان |